# Panzerfaust (album)
Panzerfaust – piąta płyta norweskiego zespołu Darkthrone, wydana 6 czerwca 1995 roku przez wytwórnię płytową Moonfog Productions. Płyta została prawie w całości stworzona przez perskusistę zespołu Fenriza, jest autorem muzyki oraz większości tekstów. Dwa teksty do utworów są autorstwa osób spoza zespołu: "Quintessence" Varga Vikernesa oraz "Snø Og Granskog" - wiersz norweskiego poety Tarjei'ego Vesaasa. Fenriz zagrał też na wszystkich instrumentach podczas sesji nagraniowej. Nocturno Culto nagrał tylko ścieżki śpiewu.

## Lista utworów
Opracowano na podstawie materiału źródłowego.
| Nr | Tytuł utworu                    | Słowa         | Muzyka                 | Długość |
| -- | ------------------------------- | ------------- | ---------------------- | ------- |
| 1. | „En Vind Av Sorg”               | Fenriz        | Fenriz, Nocturno Culto | 6:21    |
| 2. | „Triumphant Gleam”              | Fenriz        | Fenriz, Nocturno Culto | 4:25    |
| 3. | „The Hordes of Nebulah”         | Fenriz        | Fenriz, Nocturno Culto | 5:33    |
| 4. | „Hans Siste Vinter”             | Fenriz        | Fenriz, Nocturno Culto | 4:50    |
| 5. | „Beholding The Throne of Might” | Fenriz        | Fenriz, Nocturno Culto | 6:07    |
| 6. | „Quintessence”                  | Varg Vikernes | Fenriz, Nocturno Culto | 7:38    |
| 7. | „Snø Og Granskog (Utferd)”      | Fenriz        | Fenriz, Nocturno Culto | 4:09    |
|    |                                 |               |                        | 39:03   |

## Twórcy
Opracowano na podstawie materiału źródłowego.
- Ted "Nocturno Culto" Skjellum - śpiew
- Gylve "Fenriz" Nagell - gitara, gitara basowa, perkusja, śpiew w utworze Sno Og Granskog, oprawa graficzna albumu
- Varg Vikernes - tekst utworu "Quintessence"
- Mary-Ann Manninen - zdjęcie wewnątrz książeczki dołączonej do albumu
- Nofagem - oprawa graficzna albumu
- Moonfog Productions - oprawa graficzna albumu